# Olindias singularis
Olindias singularis es una especie de hidrozoo de la familia Olindiidae.
Se distribuye en el  Pacífico Indo-Oeste: Maldivas, Chagos, India, Australia y Filipinas.